# Rohatyn
Pour l’article homonyme, voir Felix Rohatyn.
Rohatyn (en ukrainien : Рогатин) ou Rogatine (en russe : Рогатин ; en polonais : Rohatyn) est une ville de l'oblast d'Ivano-Frankivsk, en Ukraine. Sa population s'élevait à 7 580 habitants en 2025.

## Géographie
Rohatyn est arrosée par la rivière Hnyla Lypa et se trouve à 55 km au nord-nord-ouest d'Ivano-Frankivsk, à 64 km au sud-est de Lviv, et à 440 km à l'ouest-sud-ouest de Kiev.

## Histoire
La première mention de Rohatyn se trouve dans des documents du XIIe siècle, à l'époque de la principauté de Galicie-Volhynie. Son nom semble avoir la même étymologie que la région historique de Ruthénie. En 1415, elle obtient des privilèges urbains (droit de Magdebourg) et devient par la suite un important centre d'artisanat et de commerce. En 1520, Roxelane, fille d'un prêtre orthodoxe de Rohatyn, est capturée par un raid du Khanat de Crimée et vendue au sultan Soliman le Magnifique, qu'elle finit par épouser après lui avoir donné cinq enfants. Au XVIe siècle, une célèbre école de peinture d'icônes s'établit à Rohatyn, et dans les années 1580 une fraternité orthodoxe y est fondée, qui obtient le statut de « stavropégie » : monastère indépendant du métropolite local. Rohatyn abrite aussi une communauté juive hassidique. Après la première partition de la Pologne en 1772, Rohatyn est annexée par la monarchie des Habsbourg et devient un chef-lieu de comté dans le royaume de Galicie et de Lodomérie. Un lycée ukrainien y est créé en 1909, et un séminaire de théologie orthodoxe en 1931 (alors qu'en Ukraine soviétique, les séminaires sont fermés). Dans l'entre-deux-guerres, la Rohatyn appartient à la deuxième république de Pologne.
En septembre 1939, elle est occupée par l'Armée rouge conformément au pacte germano-soviétique, et pendant un an, le NKVD recherche, dépiste et déporte au Goulag les fonctionnaires de l'État polonais, les militaires, les prêtres, les enseignants, les commerçants et les paysans propriétaires de moyens de production (dits koulaks). De 1941 à 1944 c'est l'Allemagne nazie qui occupe Rohatyn, et ce sont la Gestapo et les SS qui pourchassent tous ceux qui sont soupçonnés d'avoir collaboré avec les Soviétiques ainsi que les Juifs, regroupés de force dans le ghetto de Rohatyn, où environ 7000 d'entre eux périssent,.
Après sa reconquête par l'Union soviétique, Rohatyn fait partie de la république socialiste soviétique d'Ukraine. Le statut de ville lui est alors accordé. Les derniers Polonais survivants en sont chassés, et remplacés par des Ukrainiens de Pologne. En 1991, l'URSS s'effondre, la dictature cesse son emprise, les libertés civiques sont rétablies et Rohatyn est, depuis lors, une ville de l'Ukraine indépendante.

## Population
Recensements (*) ou estimations de la population :
| 1765 | 1857  | 1890* | 1910* | 1921* | 1939  | 1959* |
| ---- | ----- | ----- | ----- | ----- | ----- | ----- |
| 539  | 5 101 | 5 616 | 7 664 | 5 736 | 7 700 | 4 055 |

| 1970* | 1979* | 1989* | 2001* | 2011  | 2012  | 2013  |
| ----- | ----- | ----- | ----- | ----- | ----- | ----- |
| 5 501 | 6 398 | 9 284 | 8 607 | 8 097 | 8 095 | 8 077 |

| 2014  | 2015  | 2016  | 2017  | 2018  | 2019  | 2021  |
| ----- | ----- | ----- | ----- | ----- | ----- | ----- |
| 8 000 | 7 991 | 7 983 | 7 925 | 7 868 | 7 797 | 7 649 |

## Patrimoine
Le patrimoine de Rohatyn est riche en monuments à caractère religieux :
- église en pierre de la Nativité du Theotokos (fin du XIVe siècle) ;
- vestiges des murs de la ville avec une porte des XIIIe siècle et XIVe siècle ;
- église en bois de la Descente-du-Saint-Esprit (1644–1645) avec de magnifique iconostases (1647–1650) ;
- ruines du monastère dominicain polonais (1614) ;
- église catholique romaine Saint-Nicolas, dans un style Renaissance (1666) ;
- église en bois Saint-Nicolas (1729);
- ruines de plusieurs synagogues, détruites pendant la Shoah, et cimetière juif ravagé.

## Littérature
La ville de Rohatyn est au centre du livre d'Olga Tokarczuk, prix Nobel de littérature, Les livres de Jakob (2014).

## Galerie d'images

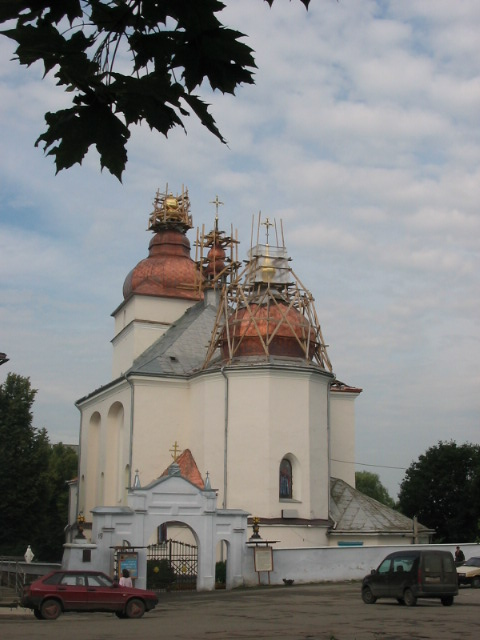
Église de la Nativité à Rohatyn, classée[8],[9], patrimoine national n°242.
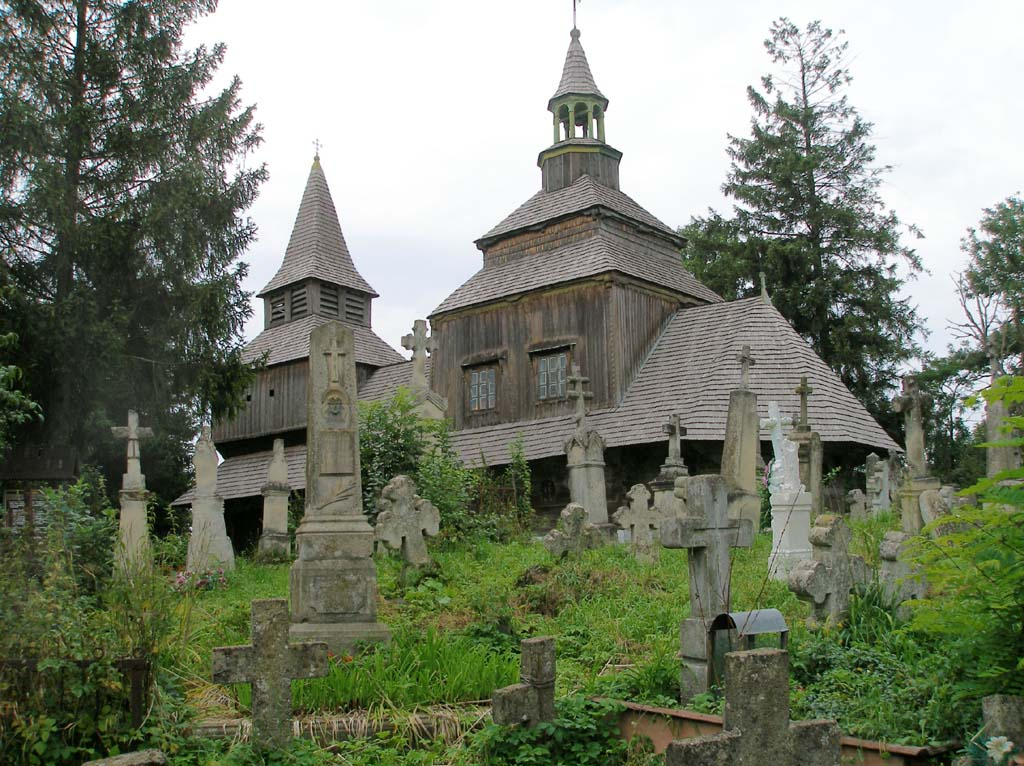
Église de l'Esprit-Saint, en bois, classée[10].
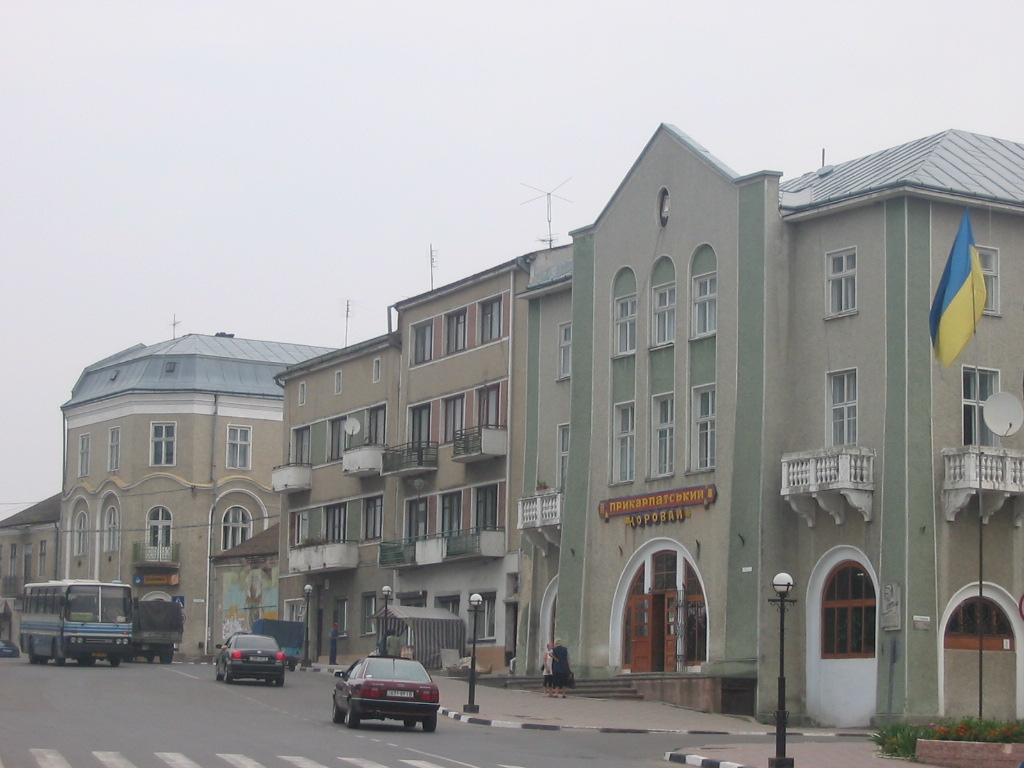
Centre de Rohatyn.
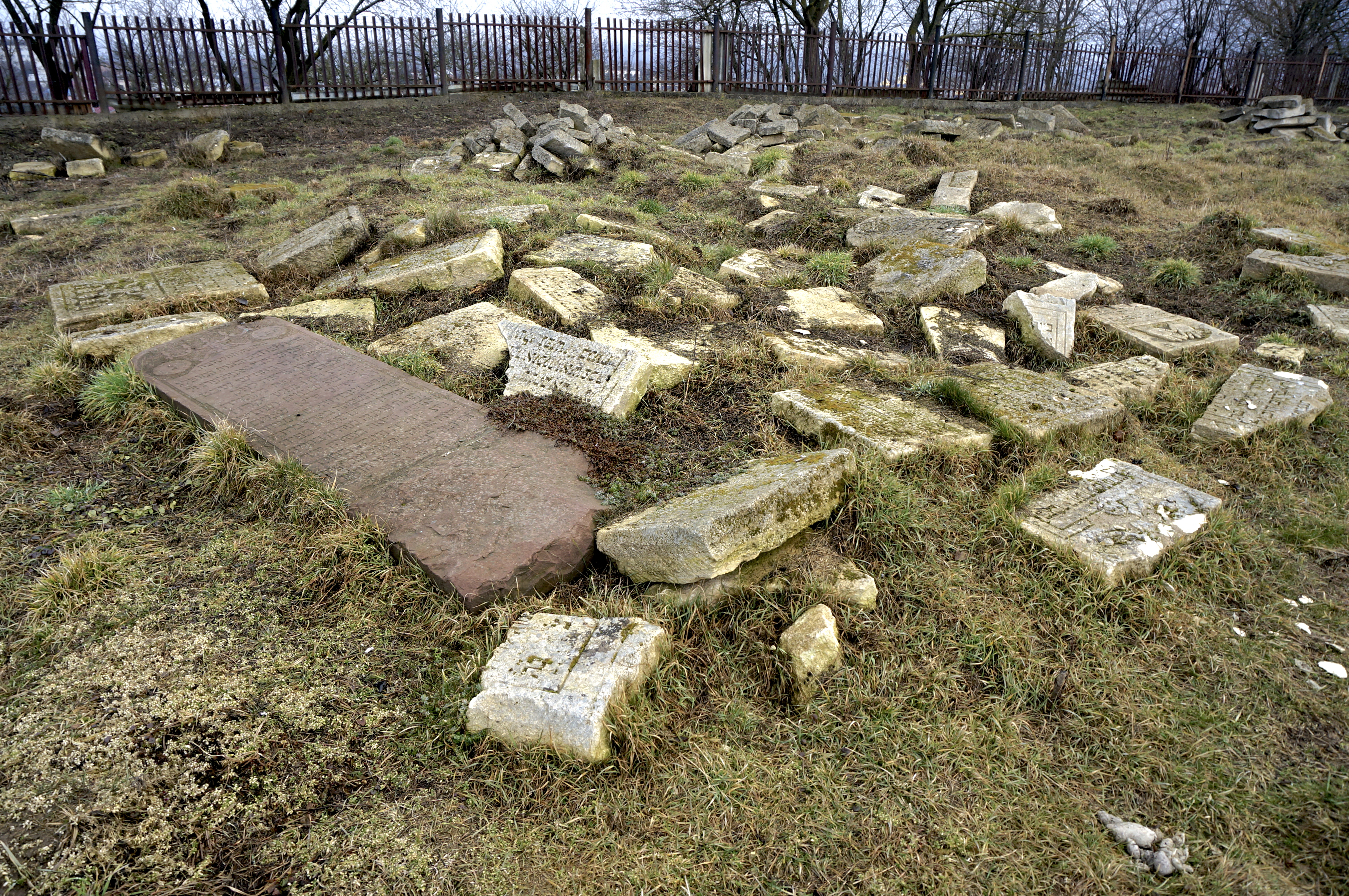
Ancien cimetière juif, classé, avec les stèles abattues pendant l'occupation nazie[11].